# 潘蒂戈鎮區 (北卡羅萊納州博福特縣)
潘蒂戈鎮區（英語：Pantego Township）是位於美國北卡羅萊納州博福特縣的一個鎮區。

## 地方資料
潘蒂戈鎮區的面積為476.29平方千米，皆為陸地。根據2020年美國人口普查的數據，當地共有人口5980人，而人口密度為每平方千米12.56人。